# 92 (getal)
92 (tweeënnegentig) is het natuurlijke getal volgend op 91 en voorafgaand aan 93.
In de Franse taal (vooral in Frankrijk) is het getal 92 samengesteld uit meerdere telwoorden: quatre-vingt-douze (4×20+12). Andere Franstaligen, zoals de Belgen en de Zwitsers, gebruiken: nonante-deux.

## In de wiskunde
- Het getal 92 is een vijfhoeksgetal.

## Overig
92 is ook:
- Het jaar A.D. 92 en 1992.
- Het landnummer voor internationale telefoongesprekken naar Pakistan.
- Het atoomnummer van het scheikundig element met atoomnummer Uranium (U).